# Aïn Yagout
Aïn Yagout (em árabe: عين ياقوت) é uma cidade localizada na província de Batna, na Argélia. Sua população era de 10 856 habitantes, em 2008.